# Мараба-Паулиста
Мараба-Паулиста (порт. Marabá Paulista)  —  муниципалитет в Бразилии, входит в штат Сан-Паулу. Составная часть мезорегиона Президенти-Пруденти. Входит в экономико-статистический  микрорегион Президенти-Пруденти. Население составляет 3851 человек на 2006 год. Занимает площадь 917,119 км². Плотность населения — 4,2 чел./км².

## Статистика
- Валовой внутренний продукт на 2003 составляет 40.792.110,00 реалов (данные: Бразильский институт географии и статистики).
- Валовой внутренний продукт на душу населения на 2003 составляет 10.788,71 реалов (данные: Бразильский институт географии и статистики).
- Индекс развития человеческого потенциала на 2000 составляет 0,728 (данные: Программа развития ООН).